# Scrofulaire des Pyrénées
La Scrofulaire des Pyrénées (Scrophularia pyrenaica, Benth., 1846) est une herbacée vivace de la famille des Scrophulariacées (Scrophulariaceae) du genre Scophularia.  C'est une espèce rare, endémique des Pyrénées françaises et espagnoles ou elle fleurit d'avril à juillet. Nom catalan: Escrofulària pirinenca.  

## Description
Les feuilles de la Scrofulaire des Pyrénées sont opposées, de forme arrondie ou en cœur à la base, incisées-dentées, à lobules bi-tridentés. Les fleurs sont jaunâtres avec la lèvre supérieure rougeâtre, en cymes courtes, formant une panicule. Elles mesurent entre 6 et 8 mm. La tige mesure entre 10-40 cm, mollement velue, creuse, quadrangulaire. Les fruits sont en capsule de 5 mm, glabres, arrondis, terminées par une petite pointe.

## Reproduction
Plante hermaphrodite, type de pollinisation entomogame, dissémination barochore.

## Habitat
Milieu montagnard, sols calcaires. On la retrouve aux pieds de falaises calcaires. Rochers ombragés des Pyrénées centrales et occidentales. de 300 à 1 900 m d'altitude, pousse à mi-ombre sur sol à pH basique. On peut la rencontrer dans les abris sous roches et les entrées de grottes servant de refuge aux animaux.

## Répartition
Europe, endémique des Pyrénées centrales et occidentales.

## Statut

### A l'échelle nationale: protection dans toute la France métropolitaine
- Figure sur la Liste des espèces végétales protégées sur l'ensemble du territoire français métropolitain : Article 1[2]
- Statut "Préoccupation mineure", Liste rouge de la flore vasculaire de France métropolitaine (2019) (listé Scrophularia pyrenaica Benth.), liste rouge UICN

### A l'échelle régionale
- Statut "Vulnérable", Liste rouge de la flore vasculaire d'Aquitaine (listé Scrophularia pyrenaica Benth., 1846), liste rouge UICN
- Statut "Préoccupation mineure", Liste rouge de la flore vasculaire de Midi-Pyrénées (listé Scrophularia pyrenaica Benth., 1846), liste rouge UICN